# Jean-Michel Frank
Pour les articles homonymes, voir Jean-Michel Frank (poète) et Frank.
Jean-Michel Frank (28 février 1895 dans le 9e arrondissement de Paris - 8 mars 1941 à New York) est un des principaux décorateurs français de la période Art déco.

## Biographie

### Famille
Dernier fils de Léon Frank (1853-1915), banquier juif établi à Paris, né à Landau (Allemagne), et de Nanette Loewi (1861-1929), ses deux frères meurent tous deux sur le front en 1915 lors de la Première Guerre mondiale.

### Cousinage avec Anne Frank
Il est le cousin d'Anne Frank (1929-1945) ; le père de cette dernière, Otto Frank (1889-1980), est son cousin germain, tous deux étant les petits-fils de Zacharias Frank (1811-1884). En 1932, la famille Frank, devant faire face au risque de faillite de leur banque et étant à cours d'argent, le sollicite pour obtenir son aide financière.

### Jeunesse
Personnalité taciturne et fugueuse, Jean-Michel Frank grandit dans la bourgeoisie de l'avenue Kléber durant les derniers soubresauts de l'affaire Dreyfus. L'adolescent construit peu à peu ses repères dans l'amitié avec le futur poète surréaliste René Crevel et avec Léon Pierre-Quint, futur éditeur et premier biographe de Proust. Jacques Porel, son condisciple au lycée Janson-de-Sailly écrira dans Fils de Réjane, souvenirs : « Jean-Michel était très mal vu de tous ses camarades. On le trouvait ridicule, absurde. Tous ces éphèbes boutonneux, aux voix déjà graves, ivres de brutalité, jugeaient inadmissibles son aspect de poupée orientale et sa voix de fausset. Les professeurs eux-mêmes étaient gênés par sa petite présence. »
Jacques de Lacretelle s’inspirera en 1922 de ses traits physiques et psychologiques pour camper le héros d’un de ses plus fameux romans, Silbermann. 
L'auteur évoquera « Sa voix était basse et entrecoupée ; elle semblait monter des régions secrètes et douloureuses ; j'entrevis chez cet être si différent des autres une détresse intime, persistante, inguérissable, analogue à celle d'un orphelin ou d'un infirme ».

### Rue de Verneuil
Délaissant une vie facile et dilettante d'héritier, le jeune homme décide en 1921 de réaliser ses premiers aménagements, ceux d'amis : l’appartement de Pierre Drieu la Rochelle, qu’il avait rencontré par l’intermédiaire de René Crevel et celui du typographe  Charles Peignot. Frank devient très vite un décorateur de l’intelligentsia parisienne, d’artistes évoluant autour du surréalisme,.  
En 1924, le décorateur emménage au 7, rue de Verneuil dans un hôtel particulier du XVIIIe siècle. À l'étage noble, il fait décaper les lambris d'origine pour les laisser bruts, tout en réduisant le mobilier au strict minimum. La salle de bains surprend par un coffrage intégral constitué de grandes plaques de marbre blanc zébré de longues veines anthracite, offrant au regard un écheveau de lignes diagonales qui crée un effet cinétique saisissant. L'étonnant fumoir laisse une impression plus apaisante avec son plafond et ses murs entièrement marquetés de brins de paille blonde qui renvoient une lumière ondoyante et soyeuse. Frank choisit ici de reprendre à une échelle démesurée une technique précieuse employée au XVIIIe siècle pour l'habillage de petits objets de dames,.
Dès ses premières réalisations, le jeune héritier affirme une volonté de dépouiller les meubles, de détourner les usages, de purger les espaces existants de leur trop-plein décoratif et de laisser respirer les lieux où deux tonalités dominent : le blanc et le beige, mats dans tous les cas. Le mot de Jean Cocteau quittant l'appartement dénudé de la rue de Verneuil restera célèbre : « Charmant jeune homme ; dommage que les voleurs lui aient tout pris ».

### Les Noailles
En juin 1926, le jeune créateur établit sa réputation, grâce à l'aménagement d'un grand fumoir, d'une antichambre et d'un boudoir au 1er étage de l'hôtel particulier de Charles Vicomte de Noailles et de Marie-Laure de Noailles, situé au 11, place des États-Unis à Paris. Dans ce palais de style Louis XIV pastiche fin de siècle construit par l'architecte  Ernest Sanson, le décorateur va casser les conventions de la demeure aristocratique, décanter l'endroit de sa pesanteur historiciste en appliquant son répertoire minimaliste. Il définit le cadre d'un lieu où sont rassemblées des œuvres importantes d'art moderne en les accordant à des murs recouverts de carreaux de parchemin, des monumentales portes en plaques de bronze, du mica feuilleté sur la cheminée, des tables basses en forme de U inversé, des marqueteries de paille blonde pour les consoles et paravents, du cuir maroquin ivoire pour les fauteuils, de la peluche blanche pour les bergères.
Une terrasse donnant sur le jardin est également aménagée avec un pavement de granit gris foncé et meublée d'une table en fer forgé recouverte d’un plateau d’ardoise entourée de sièges garnis de cuir naturel. Sur les côtés, deux paravents en feuilles de terre cuite rose et bleu ardoise dissimulent les dix-huit phares d’automobile nécessaires à l’éclairage du lieu.
La nudité radicale du lieu provoque un véritable choc esthétique, colporté par une critique élogieuse. D'autres observateurs sont plus rétifs à cet ascétisme : l’abbé Mugnier, confesseur des duchesses et des poètes repentis, dîne chez les Noailles et note dans son Journal : « Ils inaugurent l’hôtel nouvellement arrangé… Un fumoir aux murs tendus de parchemin. Tout cela est très blanc, nu, étrange, fait pour d’autres habits que ma soutane. » .Yves Saint Laurent évoquant l'endroit au début des années 1970, parlera du grand fumoir Noailles comme de la « huitième merveille du monde ».

### Le Bal des matières
Si l'œuvre de Frank « contient des éléments intransmissibles et incommunicables » pour reprendre les termes de  Waldemar-George, elle est néanmoins reconnaissable à sa simplicité cistercienne et à l'élégance de ses proportions, à son rejet du détail superflu et à sa puissance d'évocation. Elle se caractérise par le savant mélange d'une légèreté onirique et d'une rigueur presque sèche qui pourrait relever d’une écriture archaïque, antérieure à la civilisation. Ainsi, les serrures, les charnières et les montages se doivent d'être invisibles dans ces volumes nets aux formes éradiquées. Le fauteuil Confortable, monolithe cubique en cuir épais s'offre comme une masse hiératique qui impressionne par le sentiment de vide et d'isolement qui s'en dégage. Autant siège majestueux qu'objet sculptural tendant à l'abstraction, ce fauteuil deviendra le paradigme de l'esthétique de ce précurseur de l'art minimal.
Cette sobriété claustrale est toujours tempérée par une grande délicatesse où les formes, les usages et les matériaux sont détournés. Le décorateur aime mélanger les matériaux riches (bois rares, mica, galuchat, cuirs, gypse, quartz, ivoire…) à ceux plus inattendus (parchemin, paille, plâtre, graphite, toile à sac, moleskine, chêne naturel, sablé, bois cérusé, travaillé à la gouge, à l’herminette, rotin, osier tressé, fer battu…).
À la fin des années 1920, le décorateur s'associe à l'ébéniste Adolphe Chanaux, ayant travaillé avec André Groult, et dont les ateliers sont situés 7, rue de Montauban à côté de La Ruche. Entre le mélancolique esthète issu des cercles les plus lancés et le solide père de famille au fait des matériaux,des techniques et des savoir-faire, on aurait pu facilement percevoir un abîme de différences inconciliables. C'est pourtant de cette association qu'allait naître l'essentiel de ces meubles constituant une œuvre certes qualifiée d'évocatoire, d'impénétrable, d'évanescente, mais paradoxalement aussi, une œuvre nette et décidée, immédiatement reconnaissable.
Au même moment, une collaboration se met aussi en place avec les jeunes sculpteurs suisses Alberto Giacometti et Diego Giacometti et voit la création d’une cinquantaine de modèles, luminaires, objets, vases, chenets aux formes extrêmement primaires, simplissimes, aux courbes parfaites. Des Collaborations ponctuelles sur des projets précis ont lieu également avec des peintres : dans ses trompe-l’œil muraux, Christian Bérard réintroduit la couleur dans l'univers de Frank en ajoutant des contrastes vifs et inattendus, tel un jaune cadmium venant se heurter à un violet de cobalt, par exemple . En outre, le fameux canapé Boca de Salvador Dalí est ironiquement intégré par le styliste dans l'aménagement de la salle de bal du baron Roland de l'Espée.

### Un moment Frank
Ses amis Elsa Schiaparelli, Charles de Noailles, Emilio Terry s'associent pour financer la boutique Jean-Michel Frank qui ouvre le 21 mars 1935 au 140 rue du Faubourg-Saint-Honoré. À l'arrière du magasin, l'exigu bureau aux lambris de chêne mat souligné par des moulures en bois noirci, est très vite surnommé « le confessionnal » où viennent quotidiennement défiler de riches clients, des artisans de génie, des artistes en vogue et des égéries d'une saison.
Le décorateur y réinvente les showrooms des maisons de couture et de parfums, ainsi que de nombreux intérieurs parisiens, notamment le salon de musique de Cole Porter situé rue Monsieur, l'appartement de l'écrivain François Mauriac à Passy, la bibliothèque de Mimi Pecci-Blunt en son hôtel de Cassini, l'intégralité de l'hôtel particulier du banquier André Meyer ou le domicile, rue de Bourgogne, du député radical Gaston Bergery. Des commandes viennent aussi des États-Unis, avec l’aménagement d'intérieurs de milliardaires américains tels la Templeton Crocker's house à San Francisco ou l'appartement new-yorkais de Nelson Rockefeller (1938).
Durant vingt ans, au sortir et au seuil du fracas de la guerre, Frank a installé et meublé une élite historiquement au comble de son raffinement, rassasiée de ses décors surchargés de signes, et comme soudainement happée par cet appel du vide que le styliste lui proposait. Échappant au genre parfois clinquant de la production Art déco, ses intérieurs hantés, comme polis par la mer et le vent disent toutes les choses faciles et impossibles : le silence, l'insularité, le détachement, l'harmonie et le refuge. À l'abri des vulgarités du monde, le décorateur aura ainsi joué un rôle majeur dans l’évolution des formes, sans que ses contemporains en aient été tout à fait conscients.
« Il y eut donc à Paris, dans la vie du style, un moment Frank » résumera Jacques Lassaigne, ancien directeur du musée d'art moderne de la ville de Paris.

### Derniers exils
En juin 1940, en pleine débâcle de l'armée française, il se retrouve à Bordeaux en compagnie du jeune Thad Lovett, mystérieux américain gravitant dans la « Café Society ». Ensemble, ils réussissent à obtenir deux visas auprès du consul du Portugal Aristides de Sousa Mendes pour rejoindre Lisbonne. Arrivé dans la capitale portugaise, Frank décide de prendre seul un bateau pour Buenos Aires. Là-bas, loin du conflit mondial, il reprend son travail de décorateur et de designer en collaboration avec la maison Comté qui était depuis quelques années autorisée par la société d'Adolphe Chanaux à éditer les meubles. Exilé, le créateur s'applique à brouiller une nouvelle fois les pistes en mêlant ses références ultra-parisiennes aux savoir-faire et aux matériaux sud-américains. Ainsi, le détournement des usages comme principe affirmé jusqu'au bout, lui fera composer un somptueux pavage constitué de tesselles en pierres polychromes brésiliennes qui reproduit le motif d'un parquet dit « à la Versailles ».

### New-York, dernière escale
Débarquant en janvier 1941 dans un New York où il retrouve une partie de l'intelligentsia européenne exilée, il comprend que l'époque dont il avait été à la fois la luciole et la tête de comète est révolue. Le 8 mars, contrairement à la croyance selon laquelle il se serait jeté de la fenêtre d'un building, Jean-Michel Frank se suicide par prise de barbiturique.
Quelques années plus tard, Jean Cocteau saura lui rendre hommage « Jean-Michel Frank aimait l'invisible de la véritable élégance et tout ce qui sautait à l'œil lui semblait odieux. La sottise d'une forme, la vulgarité d'une étoffe, l'outrecuidance d'une couleur le mettaient en fuite. Sans doute a-t-il sauté hors de cette époque parce qu'il la trouvait inhabitable et en prévoyait l'informe. »
Sa mort annoncée dans un article nécrologique du New York Times ne sera connue de la plupart de ses amis français qu’au lendemain de la guerre. 
En 1943, l'appartement de la rue de Verneuil est livré au pillage, rendant cruellement prémonitoire le mot d'esprit de Jean Cocteau prononcé vingt ans plus tôt.

## Le Temps retrouvé
Durant les années de la Reconstruction, l'œuvre du décorateur, trop liée aux modes de vie de l'avant-guerre, n'est plus dans l'esprit des temps nouveaux. Cette relégation est accentuée par la disparition progressive de ses décors démodés, dénaturés ou détruits. En 1960, Jean-Michel Frank est tombé dans un tel oubli qu'il n'est pas aisé d'en connaître l'œuvre, ni même le nom. 
Une sortie du purgatoire se profile avec la parution dans le numéro de mai 1963 de la revue L'Œil, d'un article intitulé « Jean-Michel Frank. Un décorateur oublié » rédigé par Josette Devin. Écrit à partir d’un entretien avec Adolphe Chanaux, la journaliste pose les premiers éléments de sa biographie et permet de redécouvrir, à partir de photographies conservées par l’ancien associé ébéniste, les ensembles les plus significatifs.
Au début des années 1970, constituant leur fabuleuse collection d'objets Art déco, Yves Saint Laurent et Pierre Bergé sont les premiers à porter, à nouveau, un regard admiratif sur le mobilier de Jean-Michel Frank et à lui apporter leur caution d'esthètes avisés.
Dans le dernier quart du XXe siècle, des personnalités comme Anne-Sophie Duval, Félix Marcilhac, Alain Lesieutre ou Andrée Putman se donnent pour mission d'orchestrer sa réhabilitation. Peu à peu, ils réussissent à imposer Jean-Michel Frank, par-delà la figure du saint et du damné, comme l’une des personnalités les plus créatives de l'art décoratif français. Ainsi, cette œuvre « venue d'ailleurs », retenue et somptueuse, procédant par dévoilements énigmatiques, apparait d'une évidence en fin de compte saisissante.[réf. souhaitée]